# Herb Alwerni
Herb Alwerni – jeden z symboli miasta Alwernia i gminy Alwernia w postaci herbu.

## Wygląd i symbolika
Herb przedstawia w czerwonej tarczy herbowej srebrny monogram A, na którym wsparta jest czarna krokiew, na niej z kolei srebrna wieża kościelna zwieńczona czarną tzw. latarnią. Po bokach wieży dwa stylizowane srebrne świerki. 
Kościelna wieża symbolizuje kościół przy klasztorze o.o. Bernardynów, założony w 1616, u stóp którego rozwinęła się osada, późniejsze miasto Alwernia. Monogram A to inicjał nazwy miasta. Dwa drzewa iglaste prawdopodobnie nawiązują do okolicznych lasów, bądź też do faktu, że klasztor powstał na karczowisku. Najstarsze godło herbowe Alwerni znane jest z pieczęci z 1845 roku, przedstawiała ona kościół z wieżą między dwiema jodłami.